# تصوير تنظيم الدولة الإسلامية في وسائل الإعلام الأمريكية
تصوير داعش في وسائل الإعلام الأمريكية كان سلبيًا إلى حد كبير. ارتبط تنظيم الدولة الإسلامية في العراق والشام (داعش) في وسائل الإعلام الأمريكية بالعديد من الفظائع في جميع أنحاء الشرق الأوسط. ومؤخرًا، ربطت التغطية الإعلامية الأمريكية أعضاء داعش بحرق الطيار الأردني الملكي معاذ الكساسبة حيًا، وقطع رأسي الصحفيين جيمس فولي وستيفن سوتلوف، ومؤخرًا، لأن مرتكب حادث إطلاق النار الجماعي في أورلاندو في يونيو 2016 ثاني أخطر حادث في أمريكا، قد تعهد بالولاء لتنظيم داعش وزعيمه في مكالمة هاتفية مع مشغلي 911 قبل الحادث مباشرة. تم تعريف الجمهور الأمريكي بتنظيم داعش من خلال هذه الإجراءات. وهذا يتناقض مع الأهمية المتجددة لتنظيم القاعدة بعد هجمات 11 سبتمبر في وسائل الإعلام. ركزت تلك التغطية على رد الولايات المتحدة على الهجمات، بينما بدأت تغطية داعش بالتنظيم نفسه وتطورت لتغطية الاستراتيجية الأمريكية المحتملة.

## وسائل الإعلام الإخبارية
بعد مقتل الصحفي الأمريكي جيمس فولي في أغسطس/آب 2014 على يد عناصر من تنظيم الدولة الإسلامية (داعش)، نشرت صحيفة <i id="mwHQ">"ذا ريكورد"</i> ، الصادرة من مقاطعة بيرغن بولاية نيوجيرسي، مقالاً صوّر داعش كجماعة تسعى لإذلال الولايات المتحدة وتدميرها، نتيجةً لقطع رأس جيمس فولي. وكما جاء في المقال، فإن داعش، من خلال إذلالها وتدميرها، تسعى إلى سلبها نفوذها حتى لا تعود "لاعباً مهيمناً في العالم". ويستشهد المقال بما فعلته القاعدة بأفق مانهاتن في 11 سبتمبر/أيلول باعتباره الأثر الذي ترغب هي الأخرى في رؤيته مستقبلاً.
صُوِّر تنظيم الدولة الإسلامية (داعش) على أنه ناجح في استقطاب الأفراد لقضيته. ففي أعقاب إطلاق النار على البرلمان الكندي والنصب التذكاري للحرب، ذكرت مقالة في بلومبرغ نيوز أن "تنظيم الدولة الإسلامية يُثبت نجاحًا أكبر في استقطاب الشباب الكنديين الضعفاء لقضيته مقارنةً بتنظيم القاعدة، ويعزو خبراء الإرهاب ذلك جزئيًا إلى النجاح العسكري للتنظيم واستخدامه الجريء لوسائل التواصل الاجتماعي ". ويشير المؤلفون ليزل هيل وسكوت ديفو وجيريت دي فينك إلى الغارات الجوية التي شنتها كندا على سوريا كدافع للانضمام إلى قضيته، بالإضافة إلى قرار منع مغادرة الناس إلى سوريا كسبب لمواصلة مهمة التنظيم في الداخل.
نشرت شبكة CNN قصة جندي أمريكي سابق، متواجد حاليًا في شمال سوريا، يتطوع للقتال في صفوف الميليشيا الكردية، أو وحدات حماية الشعب، ضد تنظيم داعش. ويوضح الجندي، جوردان ماتسون، عدد الدول الحليفة للولايات المتحدة التي تلقّت تهديدات من عناصر داعش الذين يسعون لنشر أجندتهم. ويزعم المقال أن قراره بالانضمام إلى القتال ضد داعش في بلد أجنبي هو نتيجة ما يحدث في العراق، ورؤية "جميع الإخوة الأمريكيين الذين سقطوا هناك جميع المحاربين القدامى الأمريكيين الذين ضحوا بحياتهم من أجل ذلك البلد لينعم بالديمقراطية". في هذا المقال، تُصوّر CNN داعش كجماعة تُعارض أجندة الولايات المتحدة، وتحديدًا نضالها من أجل الديمقراطية في العراق. وفي تقرير آخر لشبكة CNN، يُصوّر داعش على أنه تنظيم جذاب للشباب تحديدًا. ويأتي هذا التقرير في أعقاب فيديو دعائي نشره داعش يُظهر شابًا كنديًا "كان يستمتع بلعبة هوكي الجليد، والتنزه في المنازل، وصيد الأسماك"، ثم غادر كندا إلى سوريا "ليعيش حياةً كريمةً كمسلم". مع التقرير الذي يفيد بأن أكثر من 30 كنديًا انضموا إلى تنظيم الدولة الإسلامية في سوريا وانضم أكثر من 100 شخص في دول أخرى مثل اليمن وباكستان وأفغانستان، تصور شبكة CNN تنظيم الدولة الإسلامية على أنه شيء يمنح "هوية وهدفًا" فرديًا للشباب المسلمين.
لإظهار قوة داعش وما يمتلكه من قدرات، أعدّت شبكة CNN تقريرًا عمّا حدث لأكثر من 50 فردًا من عشيرة البونمر، آخر أفراد هذه العشيرة المتمركزة غرب بغداد الذين كانوا يقاومون الانضمام إلى داعش. لا يُعرف مكان هؤلاء الأسرى، ولكن كما ذكرت CNN، "يُرجّح أنهم ماتوا، وهم آخر ضحايا داعش الذين قتلوا المئات من أفراد العشيرة في إعدامات جماعية خلال الأيام الأخيرة". ونتيجةً لذلك، يُصوَّر أفراد داعش على أنهم عنيفون.
يُعتقد أن تنظيم الدولة الإسلامية هو أحد أفضل المجموعات تمويلاً في السنوات الأخيرة بسبب استراتيجيته في الاستيلاء على حقول النفط وإدارتها وبيعها في الأسواق السوداء، مما أدى إلى تحقيق 3 ملايين دولار يوميًا منذ يوليو 2014.
لقد لعبت وسائل الإعلام الأمريكية أيضًا على عنصر المصلحة الإنسانية من خلال تبني اعتقادها بممارسة العروس الجهادية، حيث يتم منح مقاتلي داعش زوجات كغنائم حرب. وقد لاحظت وسائل الإعلام الأمريكية أن الشابات يغادرن طواعية ليصبحن عرائس لمقاتلي داعش.
تناولت الصحف الأمريكية أيضًا مبررات الحكومة الأمريكية لشنّ غارات جوية تستهدف عناصر داعش. وكما ذكرت وكالة أسوشيتد برس، "يشنّ التحالف بقيادة الولايات المتحدة غارات جوية على مقاتلي داعش ومنشآتهم في العراق وسوريا منذ أشهر، في إطار جهوده لمنح القوات العراقية الوقت والمساحة لشنّ هجوم أكثر فعالية". وبذكر المشاكل التي خلقها داعش، تُصوّر وسائل الإعلام الأمريكية داعش على أنها تستحق الإجراءات التي يتخذها الجيش الأمريكي ضدها. وهذا المنطق يُبرّر أيضًا قرار الرئيس باراك أوباما بإرسال 1500 جندي إضافي إلى العراق لوقف تقدم داعش، كما ذكرت شبكة سي إن إن.
أصدرت مجموعة " الإنصاف والدقة في التغطية الإعلامية" نتائجها حول ضيوف العديد من برامج الأخبار الحوارية الصباحية يوم الأحد ومشاعرهم تجاه الحرب. أظهر بحثهم الذي أجروه بين سبتمبر/أيلول وأكتوبر/تشرين الأول 2014 أنه من بين 205 أشخاص ظهروا في برامج صباحية يوم الأحد، مثل برنامج " <i id="mwXg">حالة الاتحاد"</i> على قناة CNN أو برنامج " واجه الأمة " على قناة CBS، لمناقشة الخيارات العسكرية في سوريا والعراق، أبدى ستة فقط من هؤلاء الضيوف، أي ما يعادل ثلاثة بالمائة، معارضتهم للتدخل العسكري الأمريكي.

## وسائل التواصل الاجتماعي
يعتقد أن تنظيم الدولة الإسلامية يستخدم برامج خبيثة على أجهزة الكمبيوتر والأجهزة المحمولة مثل الهواتف المحمولة من أجل خلق فيضانات على وسائل التواصل الاجتماعي، مما يخلق تصورًا بأن تنظيم الدولة الإسلامية يتمتع بدعم أكبر وأكبر مما هو عليه في الواقع في جميع أنحاء العالم.
يستخدم المسلمون غير المنتمين إلى داعش وسائل التواصل الاجتماعي لإيصال صوتهم للعالم، وإظهار أنهم لا يريدون الارتباط بداعش لمجرد كونهم مسلمين. و اتحدوا تحت وسم #ليس_باسمي ليؤكدوا أن أتباع الإسلام لا يدعمون داعش بشكل كامل.
خلال احتفالات عيد الهالوين عام ٢٠١٤، اختار العديد من الأمريكيين ارتداء أزياء هالوين مستوحاة من داعش. انتشرت صور هذه الأزياء على مواقع التواصل الاجتماعي، حيث ظهرت نساء يرتدين أزياء داعش "المثيرة"، وبعضها الآخر أكثر إثارة للاشمئزاز، حيث احتوت على سيوف مزيفة ورؤوس مقطوعة. بعد ظهور هذه الصور، أثارت ردود فعل غاضبة في وسائل الإعلام الأمريكية.
وفقًا لخبير شؤون الشرق الأوسط والمساهم في قناة فوكس نيوز ، وليد فارس ، هناك سيناريوهان محتملان لهذه الأزياء. "أحدهما هو أن يرتدي عناصر داعش ملابس داعش ويختلطوا مع المحتفلين بالهالوين، غالبًا في الأماكن العامة، ويمارسوا أعمال عنف ويصوروها بأجهزة. ستستخدم داعش أو الجهاديون الفيديوهات المُنتجة على نطاق واسع لأغراض دعائية. سيزعمون أنهم ضربوا العدو في بلدهم، وهم يرتدون زيًا جهاديًا." ويجادل فارس بأن داعش قد تدعي أنها حشدت دعمًا داخل الولايات المتحدة، بغض النظر عن عدد الأزياء الشرعية. ويجادل فارس بأن هناك تداعيات أخرى لهذه الأزياء. "سيناريو متوقع ثانٍ هو إثارة العنف ودفع جهات إنفاذ القانون إلى رد فعل، وتشتيت انتباه جهات إنفاذ القانون بسبب ارتداء العديد من الشباب لزي داعش، مع احتمال وقوع حوادث مأساوية لاحقة. هناك العديد من السيناريوهات التي يمكن أن يستخدمها الإرهابيون الجهاديون، وخاصةً الذئاب المنفردة." وبحسب فارس فإن هذه الأزياء تمنح أعضاء داعش، وأولئك الذين لا ينتمون إلى التنظيم ولكن يعملون بمفردهم، فرصة غير مبررة لاستغلال الهستيريا وإثارة الذعر.
وفقًا لمقال نُشر في صحيفة هافينغتون بوست، تلقت امرأة رسالة نصية من أحد معارفها تطلب المساعدة في زي الهالوين الخاص بها. وورد أنها طلبت استعارة وجهها أو حجابها لتصوير الجماعة المسلحة. رفضت المرأة الكشف عن هويتها، لكنها صرحت لصحيفة هافينغتون بوست أن الرسالة تجاوزت الحدود. وقالت: "إنها لا تشبّه ما أرتديه بكوني مسلمة فحسب، بل تشبّهه بتنظيم داعش".
وجد جاستن موير من صحيفة واشنطن بوست أن الأزياء ضرورية لمحاربة داعش. ووفقًا لموير، "في ذلك اليوم [الهالوين]، نستخفّ بمخاوفنا الكبرى بارتداء ملابسهم". ويعترف بأن داعش مُرعبة، وأن السخرية منها لن تُعيد من قتلوهم إلى الحياة. وتابع موير قائلاً: "بينما تستهدف الغارات الجوية التكتيكية داعش على الأرض، يُمكن للأمريكيين في الداخل أن يلعبوا لعبة استراتيجية لكسب القلوب والعقول بإظهارهم وكأنهم مراهقين متطرفين غاضبين يُكنّون الضغائن ويعانون من آلام النمو بشكلٍ غير لائق". واختتم موير مقالاته قائلاً: "لذا، انسَ 'التسرع': فلنكشف عن هؤلاء الأطفال المُغْتصبين المُتجهمين، المُعادين للسامية، وغير المُسلمين، والمُعادين للمثليين، الذين يجوبون سوريا والعراق، مُتظاهرين بأنهم مُهرّجون، وذلك من خلال إلباس أطفالنا أقنعةً وأعلامًا سوداء في عيد الهالوين هذا".
نتيجةً للأزياء التحريضية، انتشر وسم #MuslimApologies (اعتذارات المسلمين) على تويتر. ووفقًا لصحيفة هافينغتون بوست ، وجد العديد من المسلمين حول العالم أنفسهم مرتبطين بأقلية عنيفة لا يريدون أي علاقة بها. اتخذ بعض المسؤولين والناشطين موقفًا ضد التنميط الديني، بينما انتشر آخرون على نطاق واسع. يهدف وسم #MuslimApologies إلى أن يكون "فكاهة ساخرة" مع رسالة مفادها أنه لا ينبغي على جميع المسلمين الاعتذار عن أفعال قلة قليلة. والإسلام أكثر بكثير من مجرد الصور النمطية الصارخة. ووفقًا لصحيفة هافينغتون بوست، تضمنت بعض هذه التغريدات: "أعتذر عن التبرع بخمس مدخراتي السنوية للأعمال الخيرية كل عام #MuslimApologies" و"أعتذر عن عدم كوني إرهابيًا. #muslimapologies".

## فيديوهات قطع الرأس
سجّل تنظيم داعش العديد من عمليات قطع الرؤوس التي ينفذها، والتي بُثّت بدورها على البرامج الإخبارية الأمريكية. وقد قلّصت وسائل الإعلام الأمريكية، مثل سي إن إن وأخرى مثل الجزيرة أمريكا، تغطيتها للفيديوهات نفسها. وقد أدى ذلك إلى عرض لقطات ثابتة من الفيديوهات بشكل أقل، وعدم تضمين أوصاف توضيحية. ويُعزى بعض هذه الخطوات إلى الدروس المستفادة عندما نشرت صحيفة نيويورك بوست عام 2012 على صفحتها الأولى صورة لرجل قبل ثوانٍ من دهسه بواسطة قطار.
غالبًا ما تُنشر مقاطع الفيديو نفسها على مواقع التواصل الاجتماعي. وتحدث ديك كوستولو ، الرئيس التنفيذي لشركة تويتر ، نيابةً عن شركته قائلاً: "لقد كنا وما زلنا نعلق الحسابات التي نكتشف ارتباطها بهذه الصور الصادمة". وذكرت وكالة أسوشيتد برس أن سياسة تويتر الرسمية تنص على: "يسمح تويتر لأفراد الأسرة المباشرين لأي شخص متوفى بطلب إزالة الصور، مع أن الشركة تُوازن بين المصلحة العامة ومخاوف الخصوصية". كما ذكرت الوكالة أن يوتيوب وفيسبوك يحذفان صور الأحداث بنشاط.

## اسم المجموعة
كتب توم كينت، نائب رئيس التحرير ومحرر المعايير في وكالة أسوشيتد برس ، تدوينة على مدونته يشرح فيها قرار الوكالة بالإشارة إلى الجماعة المسلحة باسم "داعش". وذكر أن اسم الجماعة بالعربية هو "الدولة الإسلامية في العراق والشام". ويشير "الشام" إلى منطقة تُسمى بالإنجليزية "بلاد الشام". ولذلك تستخدم الوكالة اسم "داعش ". وصرح جون دانيزوسكي، نائب رئيس وكالة أسوشيتد برس، قائلاً: "نعتقد أن هذه هي الترجمة الأدق لاسم الجماعة، وتعكس تطلعاتها للسيطرة على مساحة واسعة من الشرق الأوسط".
في مقالٍ لصحيفة واشنطن بوست بقلم جيمي فولر، ناقشت أهمية هذا الاختصار. ظهر الرئيس أوباما في برنامج "ميت ذا برس" مع المذيع تشاك تود ، ولم يتفقا على تسمية هذه الجماعة المسلحة. قال أوباما: "أُهيئ البلاد لضمان مواجهة تهديد داعش". وأعقب تود تصريحه قائلاً: "من الواضح، إذا كنتم ستهزمون داعش، فقد استخدمتم لغةً أقوى بكثير". وأعقب تود المقابلة بنقاشٍ مع لجنته. قال: "من الواضح أننا نشير إليها في إن بي سي نيوز باسم داعش. إدارة أوباما، أيها الرئيس، تستخدم كلمة داعش. الحرف الأخير من اسم داعش يرمز إلى سوريا، والحرف الأخير من اسم داعش الذي لا يريدونه". ووفقًا لمقال واشنطن بوست ، فإن استخدام الرئيس لمصطلح داعش يُبقي سوريا دون تسمية لأنها الدولة التي اختار البقاء خارجها العام الماضي.
واصلت مقالة واشنطن بوست القول إن غالبية السياسيين والمؤسسات الإعلامية اختاروا استخدام مصطلح داعش بدلًا من داعش لأسباب نحوية. وتجادل هذه المؤسسات بأنه عند ترجمة الاسم العربي للجماعة المسلحة إلى الإنجليزية (الدولة الإسلامية في العراق والشام)، فإن استخدام "بلاد الشام" (المعروف أيضًا باسم داعش) هو الأكثر دقة.
أشار وزير الخارجية جون كيري إلى تنظيم الدولة الإسلامية باسم "داعش"، وهو الاسم الذي يكرهونه ويعاقبون الأشخاص الذين يستخدمونه في المناطق التي يسيطرون عليها، وحث الآخرين على فعل الشيء نفسه.

## وسائل الإعلام الترفيهية
يُغيّر مسلسل "آرتشر" التلفزيوني إحدى إشاراته فيه نتيجةً للدور الحالي لتنظيم الدولة الإسلامية (داعش) في العالم الحقيقي. الشخصية الرئيسية في المسلسل، ستيرلينغ آرتشر ، تعمل في جهاز المخابرات السرية الدولي، الذي يُشار إليه اختصارًا بـ "داعش" طوال المواسم الخمسة الأولى. مع ذلك، قرر صُنّاع المسلسل تغيير الاختصار في الموسم السادس القادم نظرًا لتصوير الجماعة المسلحة التي تحمل الاسم نفسه. وكما صرّح المنتج التنفيذي مات تومسون في مقابلة مع صحيفة بوسطن هيرالد ، فإن تنظيم الدولة الإسلامية "ببساطة أسوأ شيء، ولم نكن نريد أن يكون لنا أي علاقة به".

## وجهات نظر متناقضة
ركزت معظم التغطية الإعلامية على أفعال التنظيم وردود أفعال الولايات المتحدة. ويشير عالم السياسة نعوم تشومسكي إلى أن غزو العراق عام ٢٠٠٣ من قِبل أمريكا وحلفائها جعل المنطقة بيئة خصبة لنمو المتطرفين. وكتب إيرا شتراوس من مجلة ناشيونال ريفيو مقالاً بعنوان "كيف تسبب أوباما في ظهور داعش"، يجادل فيه بأن إجراءات مثل سحب القوات من العراق وتغيير المسارات أدت إلى نمو التنظيم.